# تاکائو اوری
تاکائو اور (ژاپنی: 折井 孝男) فوتبالیست پیشین و مربی فوتبال اهل ژاپن است.
تاکائو اور در تیم‌هایی همچون تیم ملی فوتبال زنان ژاپن مربی‌گری کرده‌است.